# Старі шкапи
«Старі шкапи» (рос. «Старые клячи») — російський художній фільм 2000 року, знятий Ельдаром Рязановим.

## Сюжет
1989 рік. Зустрічаються чотири подруги, жінки середніх років. Вони співають під гітару. Екраном спливають титри…
1999 рік. Після розпаду СРСР подруги, що перетворилися на одиноких, змушені підробляти. Анна (Ірина Купченко), в минулому кандидат наук, працює на мийці автомобілів, і її грубо обшукує шофер одного з клієнтів, запідозривши у крадіжці запальнички боса. Профспілкова активістка Ліза (Людмила Гурченко) торгує на ринку. Господар (на прізвисько «Павук») постійно лає і штрафує її за недостатню виручку і, за його словами, збиток. Залізничниця Марія (Світлана Крючкова) продає пиріжки в переході…

## У ролях
- Лія Ахеджакова — Люба